# Amfitrió (informàtica)
Un amfitrió o amfitrió de xarxa és una computadora o un altre dispositiu connectat a una xarxa informàtica. Un servidor de xarxa pot oferir recursos, serveis i aplicacions d'informació als usuaris o altres nodes de la xarxa. Un amfitrió de xarxa és un node de xarxa que s'assigna una adreça de xarxa.
Les computadores que participen en xarxes que utilitzen el paquet de protocol d'Internet també es poden anomenar amfitrions IP. Concretament, els ordinadors que participen a Internet es diuen servidors d'Internet, de vegades nodes d'Internet. Servidors d'Internet i altres servidors d'IP tenen una o més adreces IP assignades a les seves interfícies de xarxa. Les adreces es configuren manualment per un administrador, automàticament en iniciar mitjançant el Protocol de configuració dinàmica d'amfitrió (DHCP), o mitjançant mètodes d'autoconfiguració d'adreça sense estat.
Els ordinadors de la xarxa que participen en aplicacions que utilitzen el model de computació client-servidor es classifiquen com a servidor o sistemes de client. Els ordinadors de la xarxa també poden funcionar com a nodes en aplicacions entre iguals, en què tots els nodes comparteixen i consumeixen recursos d'una manera equipotent.

## Origen del concepte
En els sistemes operatius, el terme «amfitrió de terminal» denota un ordinador de temps compartit o un programari multiusuari que proporciona serveis a terminals informàtics o una computadora que proporciona serveis a dispositius més petits o menys capaços, com ara una computadora mainframe que ofereix terminals de teletips o terminals de vídeo. Altres exemples d'aquesta arquitectura inclouen un amfitrió telnet connectat a un servidor telnet i un xhost connectat a un client X Window.
El terme «amfitrió d'Internet» o simplement «amfitrió» s'utilitza en una sèrie de documents de Request for Comments (RFC) que defineixen Internet i el seu predecessor, l'ARPANET. RFC 871 defineix un amfitrió com un sistema informàtic de propòsit general connectat a una xarxa de comunicacions per "... el propòsit d'aconseguir compartir recursos entre els sistemes operatius participants ...".
Mentre l'ARPANET es desenvolupava, els ordinadors connectats a la xarxa solien ser els sistemes informàtics de mainframe als quals es podia accedir des de terminals mudes connectades a través de ports sèrie. Atès que aquests terminals no allotjar programari o realitzar càlculs ells mateixos, no es consideraven amfitrions, ja que no estaven connectats a cap xarxa IP i no se'ls assignava adreces IP.

## Servidors i nodes
Tots els servidors són amfitrions, però no tots els amfitrions són servidors. Qualsevol dispositiu que hagi establert una connexió a una xarxa es qualifiqui com a amfitrió, mentre que només els amfitrions que accepten connexions d'altres dispositius (clients) es consideren servidors.
Cada amfitrió de xarxa és un node de xarxa, però no tots els nodes de la xarxa són amfitrions. El maquinari de xarxa, com ara mòdems, concentradors i commutadors de xarxa, no estan assignats necessàriament a les adreces de xarxa (excepte a vegades amb fins administratius) i, per tant, no poden considerar-se amfitrions de la xarxa.